# Минтулаев, Ваха Абубакарович
Ваха Абубакарович Минтулаев (2 апреля 1983) — российский тренер по вольной борьбе. Работает в спортивной школе олимпийского резерва имени братьев Ирбайхановых в Хасавюрте. Одним из его воспитанников является чемпион Европы и мира, Заслуженный мастер спорта России Загир Шахиев. За его подготовку 21 апреля 2022 года Минтулаеву было присвоено звание Заслуженного тренера России.